# Laza (okręg Vaslui)
Laza – wieś w Rumunii, w okręgu Vaslui, w gminie Laza. W 2011 roku liczyła 1767 mieszkańców.